# Pierre Gourdel
Pour les articles homonymes, voir Gourdel.
 (novembre 2014).
Si vous disposez d'ouvrages ou d'articles de référence ou si vous connaissez des sites web de qualité traitant du thème abordé ici, merci de compléter l'article en donnant les références utiles à sa vérifiabilité et en les liant à la section « Notes et références ».
Pierre Gourdel né le 10 mars 1824 à Châteaugiron et mort le 26 avril 1892 à Rennes est un sculpteur français.

## Biographie
Cousin germain de Julien Gourdel (1804-1846), également sculpteur et proche de lui, Pierre Gourdel est né le 10 mars 1824 à Châteaugiron dans un milieu modeste. Son père, Pierre Gourdel, tonnelier et sa mère, Jeanne Gourdel née Gillet donnèrent naissance à 16 enfants. 
Adolescent, Pierre Gourdel est placé chez Madiot, peintre-entrepreneur à Rennes puis chez Hardy, doreur sur bois. En 1838, il est admis à l'école de peinture, sculpture et dessin de Rennes. Il y recevra plusieurs médailles en 1842, 1851 et 1852. En 1843, il quitte l'école pour y revenir de 1850 à 1853 ; pendant ces sept années, il semble qu'il ait rejoint à Paris son cousin Julien. En tout cas, il assiste à la mort de ce dernier en 1846. 
Deux de ses œuvres, en terre cuite, de tendance régionaliste, sont offertes par la Ville de Rennes à Napoléon III à l'occasion de son voyage en Bretagne en 1858. Ce dernier octroie à l'artiste une distinction — une épingle de cravate avec brillant — et le recommande au préfet d'Ille-et-Vilaine. Dès lors, sa formation prend un tour plus important grâce aux aides de la Ville de Rennes et du conseil général. En 1859, il est à Paris l'élève du sculpteur Jean-Marie Bonnassieux, membre de l'Institut. Élève en sculpture dans un premier temps, il reçoit plusieurs commandes publiques et privées. 
Il expose régulièrement au Salon des artistes français à Paris à partir de 1861. Son œuvre est couronnée par l'obtention de 16 médailles dans les expositions artistiques. Il est sociétaire de la Société des artistes français, membre des sociétés artistiques de l'Ouest et de Rennes. Il n'oublie pas la Bretagne en consacrant une grande partie de ses œuvres à sa région natale (bustes, groupes en terre cuite) et en offre un grand nombre au musée des Beaux-Arts de Rennes. 
Il reçoit en 1890 la médaille d'honneur pour « actions d'humanité ». 
Tombé malade en 1891, paralytique, l'artiste est soigné par une de ses sœurs. Il meurt le 26 avril 1892 à l'Hôtel-Dieu de Rennes et est inhumé dans la même ville au cimetière de l'Est.
La Ville de Châteaugiron, à laquelle Pierre et Julien Gourdel furent très attachés, a donné leur nom à un boulevard.

## Œuvre
L'œuvre de Pierre Gourdel se divise en deux domaines : des petits groupes en terre cuite, réalisés surtout dans la première partie de sa carrière d'une part, et de nombreux bustes et médaillons, en marbre, en plâtre ou en bronze d'autre part. Sur les 76 bustes connus de l'auteur, 38 représentent des personnalités historiques, littéraires ou légendaires de la Bretagne. En dehors des œuvres conservées dans les musées et à Paris, de nombreuses autres sculptures ne sont connues que grâce aux mentions dans les catalogues d'expositions artistiques. Plusieurs œuvres conservées au musée des Beaux-Arts de Rennes ont été détruites durant les bombardements d'août 1944.

### Œuvres dans les collections publiques
- Angers, musée des Beaux-Arts :

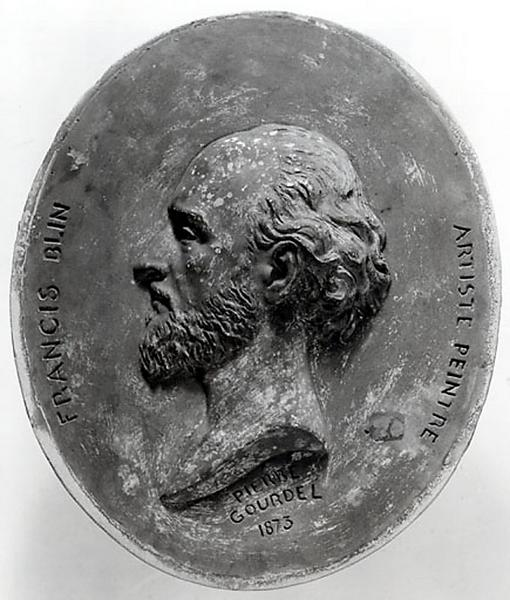
Francis Blin (1873), musée des Beaux-Arts de Rennes.

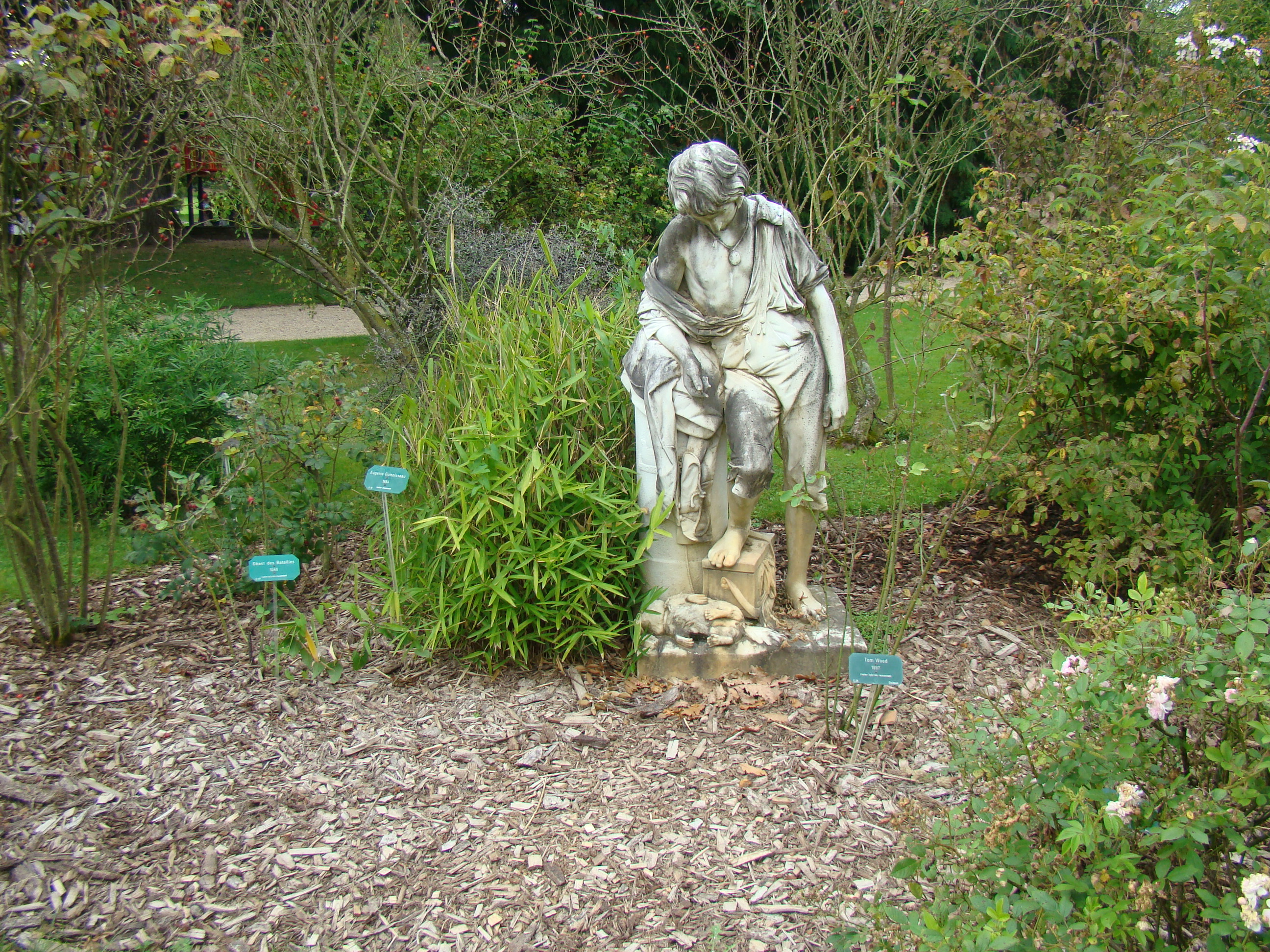
Jeune Savoyard pleurant sa marmotte (1874), marbre d'après un modèle en plâtre de Julien Gourdel, Rennes, parc du Thabor.

  - Le Poète Brizeux,  Salon de 1883, buste en plâtre teinté ;
  - Le Berger breton, buste en plâtre teinté ;
  - Le Druide, Salon de 1889, buste en plâtre .
- Châteaugiron :
  - église Sainte-Marie-Madeleine :
    - Saint Joseph et l'enfant Jésus, groupe en plâtre, inscrit aux monuments historiques le 16 mai 1983[4],[5] ;
    - Saint Roch et son chien, statue en plâtre[6],[7].

  - musée Gourdel :
    - Nicolas Boileau, buste en plâtre, inscrit aux monuments historiques le 16 mai 1983[8],[9],[10] ;
    - Le Père Ernel, exposition de Rennes de 1859, statuette en terre cuite[11],[12] ;
    - Le Marquis de Châteaugiron, buste en plâtre[13],[14] ;
    - Marie-Antoinette, buste en plâtre[15],[16].
- Clamecy, musée d'Art et d'Histoire Romain Rolland : Francis Blin, Salon de 1874, médaillon en plâtre.
- Paris :
  - bibliothèque de l'Arsenal :
    - Antoine René du Voyer d'Argenson, marquis de Paulmy, Salon de 1864, buste en marbre ;
    - Bailly, ancien maire de Paris, Salon de 1870, buste en marbre ;
    - Charles Nodier, Salon de 1881, buste en marbre.

  - cimetière du Montparnasse :
    - Docteur Dufresnois, 1865, médaillon en marbre blanc ;
    - Docteur Cintrat, 1879, médaillon en terre cuite.

  - École normale supérieure : Boileau, Salon de 1877, buste en marbre.
- Rennes :
  - musée des Beaux-Arts[17] :
    - Julien Gourdel, statuaire, Salon de 1881, buste en marbre ;
    - Julien Gourdel sur son lit de mort, bas-relief en plâtre ;
    - Deux chouans au pied d'un calvaire, 1871, groupe en terre cuite ;
    - Une famille bretonne fuyant la guerre civile, 1864, groupe en terre cuite ;
    - Le Blessé vendéen, statuette en terre cuite ;
    - La Fileuse et le joueur de biniou, groupe en terre cuite ;
    - L'Enchanteur Merlin, buste en plâtre ;
    - Bertrand d'Argentré, 1868, buste en plâtre ;
    - Écuyer Auguste-Marie Poullain-Duparc, 1868, buste en terre cuite ;
    - Christophe Paul sire de Robien, 1868, buste en plâtre ;
    - René Descartes, 1872, buste en terre cuite ;
    - Louis Hamon, Salon de 1888, buste en bronze ;
    - Théophile Malo de La Tour d'Auvergne, 1864, buste en plâtre ;
    - Auguste Letarouilly, buste en plâtre ;
    - Lariboisière[Lequel ?], Salon de 1890, buste en plâtre ;
    - Bertrand du Guesclin, buste en plâtre ;
    - Jean-Philippe-René La Bléterie, buste en plâtre ;
    - Paul Devolant avocat des pauvres, 1868, buste en plâtre ;
    - Ginguené, buste en plâtre ;
    - Pierre-Jean-Baptiste Gerbier, 1868, buste en plâtre ;
    - Pierre Hévin, 1868, buste en plâtre ;
    - Pierre Belordeau, profond jurisconsulte né à Rennes, buste en plâtre ;
    - La Chalotais, procureur général au Parlement de Bretagne, 1873, buste en plâtre, exposé au Salon de 1875 ;
    - Francis Blin (1827-1866), 1873, médaillon en plâtre, exposé au Salon de 1874 ;
    - Thomas Conecte, Salon de 1873, buste en terre cuite ;
    - Paul Le Tarouilly, Salon de 1873, buste en marbre ;
    - Hippolyte Lucas, auteur dramatique, Salon de 1863, buste en terre cuite ;
    - Hippolyte Lucas, 1867, buste en marbre ;
    - Lamennais, 1880, buste en plâtre ;
    - Lamennais, buste en terre cuite ;

  - parc du Thabor : Jeune Savoyard pleurant sa marmotte, 1874, statue en marbre d'après un modèle en plâtre (détruit) de 1835 de son cousin Julien Gourdel[18].
- Vitré, château de Vitré : 
  - Julien Gourdel, Salon de 1870, buste en terre cuite ;
  - Bertrand d'Argentré, buste en plâtre ;
  - Marie, Salon de 1880, buste en plâtre teinté.